# Менуит Хил
Менуит Хил е британска военна база на Кралските военновъздушни сили, най-голямата система за електронен мониторинг в света. Тя съдържа система за прихващане на сигнали (Signals intelligence), обширна спътникова наземна станция, система за предупреждение за ракетни нападения и др. Базата се свързва с шпионската мрежа ECHELON, създадена за наблюдаване на военната и дипломатическа дейност на Източния блок по време на Студената война, но и след края ѝ не спира да работи. Сега се занимава с наблюдения на сигнали за терористични заговори, политическо и дипломатическо разузнаване. Смята се, че базата наблюдава телефонните разговори и радиовръзки в много страни по света.

## История
Менуит Хил е с площ от 545 акра и е придобита от британската армия през 1954 г., след което е наета от армията на САЩ. През 1958 г. Американската агенция за сигурност на армията инсталира там високочестотен радиоприемник за наблюдение на комуникациите, произлизащи от Съветския съюз.
През 1966 г. Агенцията за национална сигурност на САЩ поема експлоатацията на обекта, разширявайки възможностите за наблюдение на международни комуникации с наети линии, преминаващи през Великобритания. Тогава сайтът е оборудван с едни от най-ранните компютри на IBM, за да се автоматизира трудоемкия преглед на прихванатите, но неразшифровани телефонни и телексни съобщения.
По време на съдебно дело през 1997 г. British Telecom разкрива, че през 1975 г. неговият предшественик Post Office е свързал Менуит Хил с коаксиален кабел с микровълновата радиостанция в Хънтър Стоунс (Hunters Stones), която е част от далекосъобщителната телефонна мрежа. Тази връзка е заменена през 1992 г. с нов висококачествен оптичен кабел. По-късно са добавени два допълнителни кабела за телефонни и други комуникации с базата. Тези кабели са в състояние да предават над 100 000 телефонни разговори.
Вестник Гардиън нарича базата „най-големия американски център за подслушване в Британия“. През последните години е предприето мащабно разширение и модернизация на съоръженията. На базата работят предимно американци, но има и англичани.